# 諏訪御料人
諏訪御料人（すわごりょうにん、1530年（享禄2年）—1555年12月18日（弘治元年11月6日）），武田信玄的側室。生下了甲斐武田家第20代家督武田勝賴。
父親為諏訪賴重，母親為賴重的側室小見氏。
本名不詳，井上靖的小說《風林火山》將她命名為由布姬，而新田次郎的小說《武田信玄》則稱之為湖衣姬。由於此二作被改編為影劇的關係，目前大眾多以小說編造的名字稱呼她。

## 生平
諏訪御料人的生平無法從可靠的史料中得知，根據“甲陽軍鑑”嫁給信玄的時間是於1545年。
父親賴重娶武田信虎之女禰禰而與武田家有同盟關係。天文10年（1541年）信虎被嫡男晴信（信玄）發動政變而被流放，同年7月、關東管領上杉憲政入侵小縣郡。頼重與上杉氏和睦並分割領土，晴信將此視為違反盟約，翌年6月捨棄與諏訪氏的同盟開始入侵諏訪。
晴信壓制諏訪後，父親賴重於同年7月22日在甲斐的東光寺死去。晴信原先打算讓賴重與禰禰的孩子千代宮繼承諏訪氏、但後來放棄、決定自己迎娶賴重之女作為側室，讓生下來的孩子來繼承諏訪氏。
諏訪御料人進入甲斐的時間一說是1543年、一說為1545年。1543年的說法出於將『高白齋記』天文12年(1543年)12月15日禰津夫人嫁入的記載、解讀為諏訪御料人。此說法根據不詳、然而根據武田家譜的說法、禰津夫人為禰津元直的女兒、後來嫁給信玄做為側室。
另一方面、1545年的理論出自『甲陽軍鑑』、諏訪御料人在天文14年(1545年)14歲時嫁給信玄做為側室。而不論是甲陽軍鑑或武田家譜皆表明她於天文15年（1546年）生下了勝賴。而甲陽軍鑑還有當時要讓賴重之女嫁入武田家時遭到許多家臣的反對，不過後來被山本勘助說服的逸話。
諏訪御料人於1554年12月18日去世。其墓所於長野縣伊那市高遠町的建福寺(當時稱為乾福寺)、法名是「乾福寺殿梅巌妙香大禅定尼」。而長野縣岡谷市的小坂観音院的墓應是戰後受到井上靖的小説『風林火山』中的由布姫（諏訪御料人）影響於現代所建成的。

## 登場作品
小說
- 風林火山（新潮社、井上靖著）
- 武田信玄（文藝春秋、新田次郎（日语：新田次郎）著）
- 武田信玄（講談社、津本陽（日语：津本陽）著）

影視劇
- 風林火山（1959年、NET、演：岡本佳津子）
- 武田信玄（日语：武田信玄 (1966年のテレビドラマ)）（1966年、NTV、演：北林早苗）
- 天與地（1969年、NHK大河劇、演：中村玉緒）
- 風林火山（1969年、NET、演：栗原小卷）
- 風林火山（1969年、東寶、演：佐久間良子）
- 武田信玄（1988年、NHK大河劇、演：南野陽子）
- 武田信玄（日语：武田信玄 (1991年のテレビドラマ)）（1991年、TBS、演：宮崎萬純）
- 風林火山（日语：風林火山 (1992年のテレビドラマ)）（1992年、NTV、演：古手川祐子）
- 風林火山（日语：風林火山 (2006年のテレビドラマ)）（2006年、EX、演：加藤愛）
- 風林火山（2007年、NHK大河劇、演：柴本幸）
- 天與地（日语：天と地と#テレビ朝日版）（2008年、EX、演：水橋貴己）

從2003年起毎年4月8日甲府市會於信玄公祭的前夜祭於舞鶴城公園舉辦扮成湖衣姫的大會（2007年的大河劇後改稱為「由布姫的大會」）。目前對一般民眾開放。

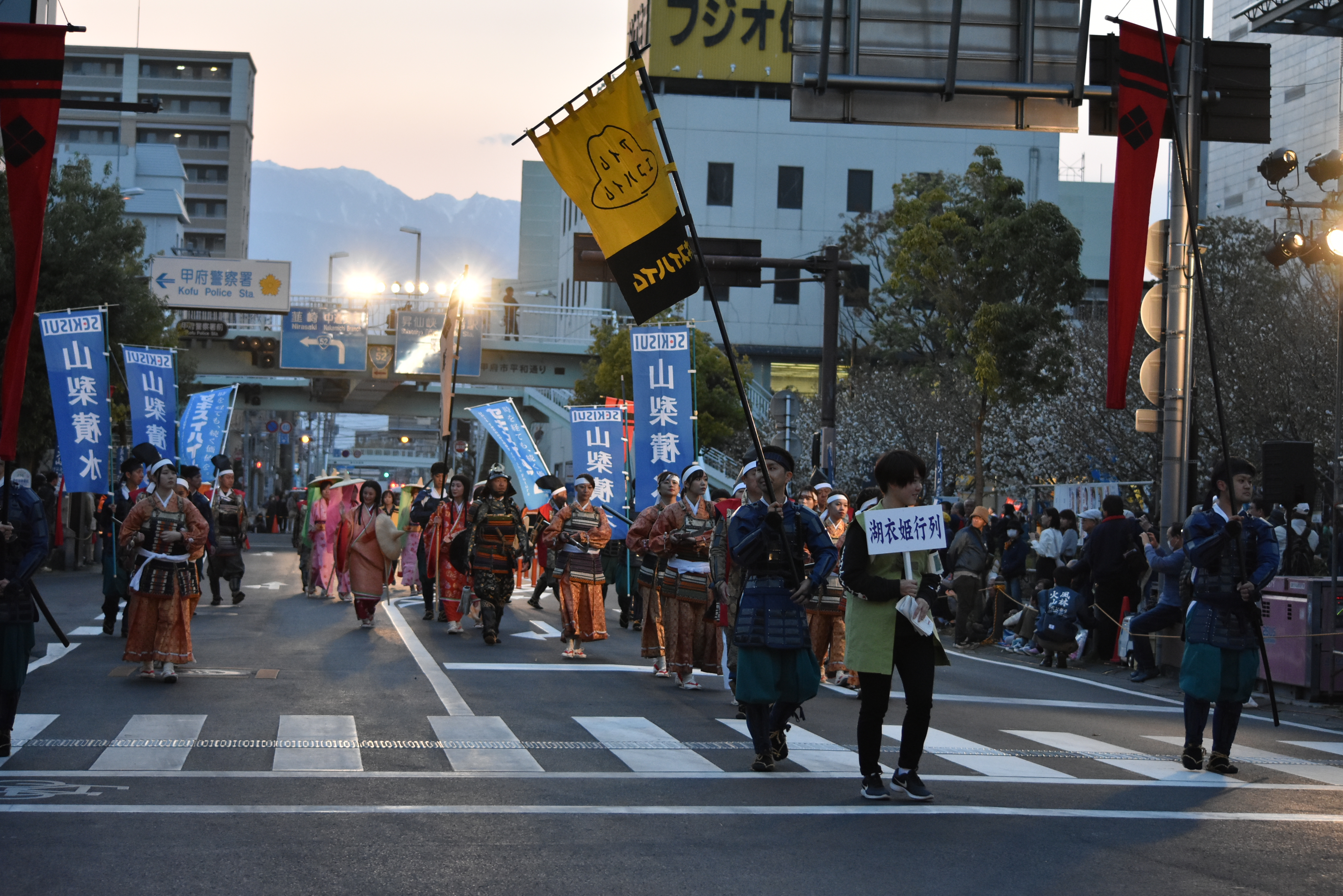
「信玄公祭」湖衣姫遊行隊伍（2019年4月6日撮影）
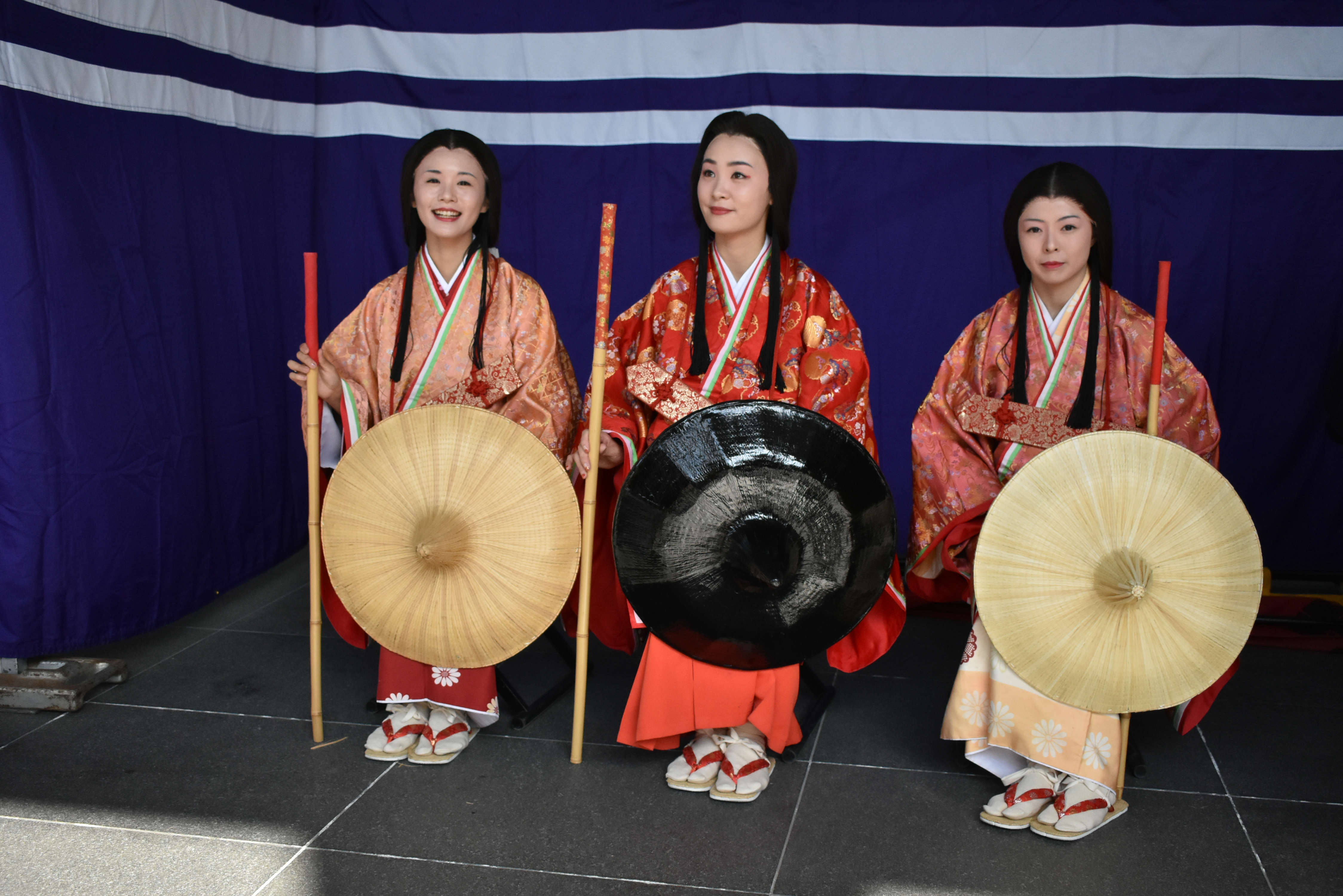
湖衣姫遊行帳的湖衣姫（2019年4月6日撮影）

楽曲
- 諏訪にすわひめ！（諏訪姫形象歌曲／歌：さくらゆき、作詞：遠野ゆき（日语：遠野ゆき）、作曲：小池勝彦）